# Vichyssoise
La vichyssoise è una vellutata servita fredda a base di porri, cipolle, patate, panna e brodo di pollo. Le sue origini sono incerte e vengono rivendicate dai francesi e dagli statunitensi.

## Storia

### Antecedenti
Stando ad alcune testimonianze, il re Luigi XV di Francia, impaurito all'idea di essere avvelenato, ordinava a molti dei suoi servi di assaggiare la zuppa di porri e patate che gli veniva preparata. Tuttavia, quando egli la mangiava, si era ormai raffreddata, motivo per cui oggi la vichyssoise viene tradizionalmente consumata a temperatura ambiente. Durante il diciannovesimo secolo si diffusero in Francia svariate ricette di vellutate di porri e patate che vengono definite tutt'oggi Potage Parmentier o Potage à la Parmentier (un nome ereditato dal nutrizionista e studioso Antoine-Augustin Parmentier che, durante il diciottesimo secolo, popolarizzò l'uso delle patate in cucina). Nel suo Le livre de cuisine del 1869, Jules Gouffé riporta la ricetta di una zuppa calda a base di patate e porri.

### Origini
Allo chef francese del Ritz-Carlton Hotel di New York Louis Diat viene accreditata l'invenzione della moderna vichyssoise, piatto che ideò rivisitando la ricetta tradizionale della vellutata di verdure preparata dal suo paese natale. Durante un'intervista del The New Yorker del 1950, Diat dichiarò:
 Lo stesso articolo riporta che Diat nominò la zuppa crème vichyssoise glacée, un nome ispirato all'omonima località termale. Un ricettario di cucina militare pubblicato in Francia nel 1938 contiene le istruzioni per preparare una Potage Parmentier per 100 uomini che differiva dalla moderna vichyssoise per la presenza del latte al posto della panna.